# ادرین لستر
ادرین آنتونی لستر  (انگلیسی: Adrian Anthony Lester؛ زادهٔ ۱۴ اوت ۱۹۶۸) بازیگر، کارگردان و نویسنده اهل انگلستان است.
از فیلم‌های معروف او می‌توان به بازی در فیلم شروع به هنگام عصر، رنگ‌های بنیادین، خوشحالی، روز رستاخیز، صحنه‌های یک ماهیت جنسی و جیمی اشاره کرد. او در سریال تلویزیونی شیادها نیز نقش آفرینی کرده است.